# Крістін Кешор
Крістін Кешор (англ. Kristin Cashore) — американська письменниця у жанрі фентезі. Відома як авторка трилогії «Сім королівств».

## Біографія
Народилася 10 червня 1976 року в Бостоні, США. Друга з чотирьох дочок в сім'ї. Своє дитинство провела у сільській місцевості Пенсильванії та з юних літ захоплювалася читанням. Отримала ступінь бакалавра у коледжі Вільямс, що у Вільямстаун, Массачусетс. Також протягом одного року навчалася в Сіднеї. Здобула ступінь магістра в Центрі досліджень дитячої літератури при коледжі Сіммонс у Бостоні. Після закінчення вишу, працювала редакторкою та укладачкою у різних видавництвах. Жила в Нью-Йорку, Бостоні, Кембріджі, Остіні, Пенсільванії, Італії, Джексонвіллі та Лондоні.
2008 року вийшов її дебютний фентезійний роман «Обдарована», який започаткував книжкову серію  «Сім королівств». Головна героїня на ім'я Кетс — одна з небагатьох людей, які наділені надлюдськими силами та можуть вбити будь-яку людину голими руками. Вона, однак, експлуатується своїм дядьком королем, який використовує її як горлоріза. Книга швидко стала бестселером та принесла авторці Міфопоетичну премію та інші різноманітні номінації на літературні нагороди. 2009 року вийшла друга частина серії — «Вогняна», а 2012 року світ побачив заключну книгу трилогії — «Лазурова». Сиквели також принесли авторці цілу низку літературних премій.
19 вересня 2017 року в світ вийшов самостійний роман під назвою «Джейн, Безмежна».

### Сім королівств
- Graceling (2008) — «Обдарована»;
- Fire (2009) — «Вогняна»;
- Bitterblue (2012) — «Лазурова».

### Самостійні романи
- Jane, Unlimited (2017) — «Джейн, Безмежна».